# Sainte-Marguerite-du-Lac-Masson
Pour les articles homonymes, voir Sainte-Marguerite et Lac Masson.
Sainte-Marguerite-du-Lac-Masson est une ville du Québec située dans la municipalité régionale de comté des Pays-d'en-Haut dans la région administrative des Laurentides.

## Toponymie
Elle est nommée en l'honneur de sainte Marguerite d'Antioche.

## Histoire
La région a été développée à partir de 1864 lorsque Édouard Masson, fils du dernier seigneur de Terrebonne Joseph Masson, se fait concéder 1 600 acres de terre dans le canton de Wexford, au nord de Montréal, et y établit des colons. Il s'y construit un manoir en 1865 et donne en 1869 à l'archevêché un terrain pour y construire une église. L'agriculture est alors la première ressource mais le sol est pauvre et les colons arrivent à peine à survivre.
La région prend un essor touristique en juillet 1935 lorsque le baron belge Louis Empain achète 17 000 acres de terres autour du lac Masson et, avec l'aide de l'architecte belge Antoine Courtens,
construit le Domaine d'Estérel, dans un style art déco. Le premier bâtiment dont la construction est amorcée est l'Hôtel de la Pointe Bleue en 1937. Pratiquement tout son mobilier est dessiné par Courtens, qui s'est notamment inspiré des villas de l'architecte Henry Van de Velde. Cet édifice après avoir été occupé par un CHSLD, nommé Manoir de La Pointe Bleue, puis Centre d'hébergement des Hauteurs a été démoli en 2012. Le deuxième bâtiment moderne est un centre commercial, inspiré par le pavillon belge de l'exposition de Paris de 1937. La prestigieuse maison Holt Renfrew est locataire du centre, qui compte plusieurs autres services: atelier de réparation de voitures, pâtisserie, salle de cinéma ou spectacle d'une capacité de 300 places (lieu de la première canadienne de The Citadel), etc. Le troisième édifice est le « sporting club », plus proche du style international que de l'art déco, dont une partie s'avance dans le lac Dupuis.
La Seconde Guerre mondiale vient interrompre le projet, puisque les biens belges sont saisis par le gouvernement canadien et les immeubles sont réquisitionnés à des fins militaires[réf. nécessaire].
En 1958, un entrepreneur d'Abitibi, Fridolin Simard, rachète le domaine d'Estérel et y établit une nouvelle municipalité basée sur la villégiature sous le nom de Ville d'Estérel. En 1978, la municipalité de Sainte-Marguerite-du-Lac-Masson achète le centre communautaire pour 152 400$, pour y abriter les bureaux de l'administration municipale, des loisirs et de la culture. En octobre 2001, la ville d'Estérel est fusionnée à la municipalité de Sainte-Marguerite-du-lac-Masson pour former la « Ville de Sainte-Marguerite-Estérel » mais en janvier 2006, une défusion réinstitue la Ville d'Estérel et la ville de Sainte-Marguerite-du-lac-Masson, maintenant réunies par un conseil d'agglomération.
Une liste de tous les maires de la municipalité depuis 1864 figure sur le site Web de la Société d'histoire et de généalogie des Pays-d'en-Haut.

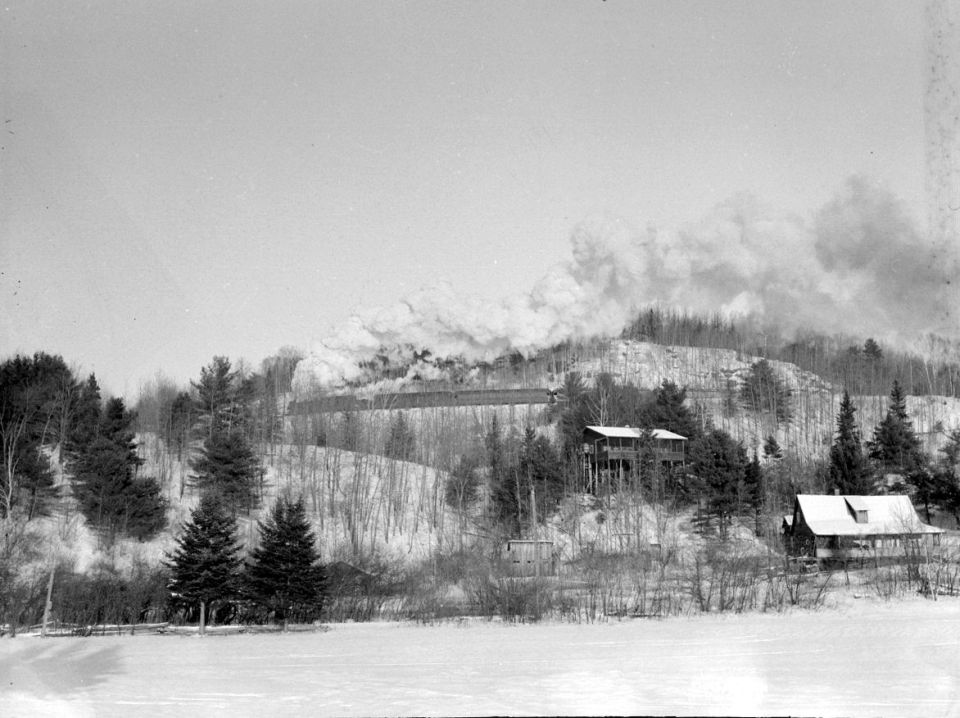
En janvier 1942
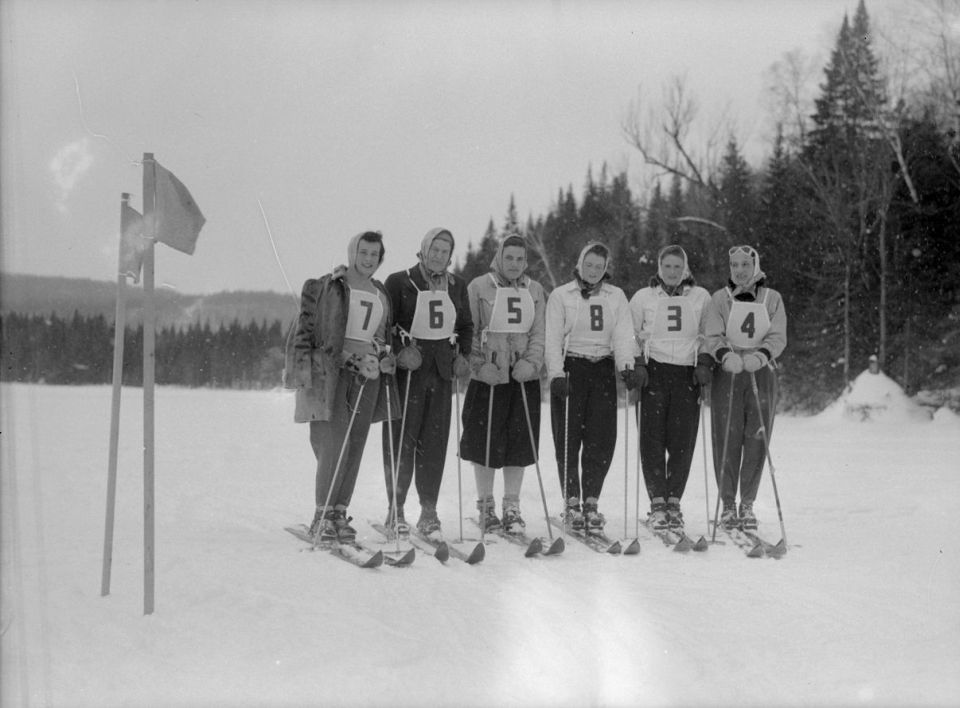
Skieuses participant à une compétition de slalom en février 1942
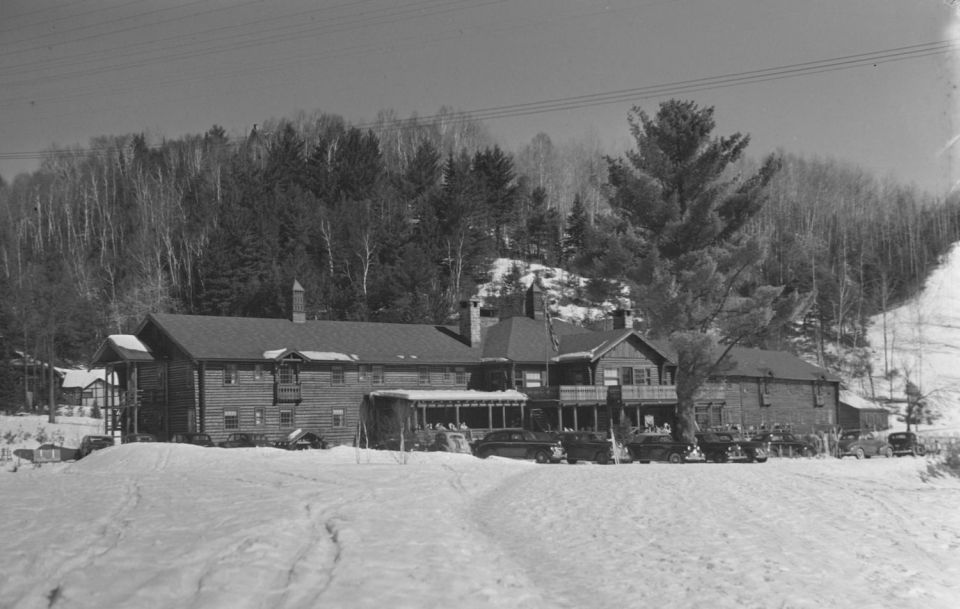
Façade de l'hôtel Alpine Inn, mars 1941
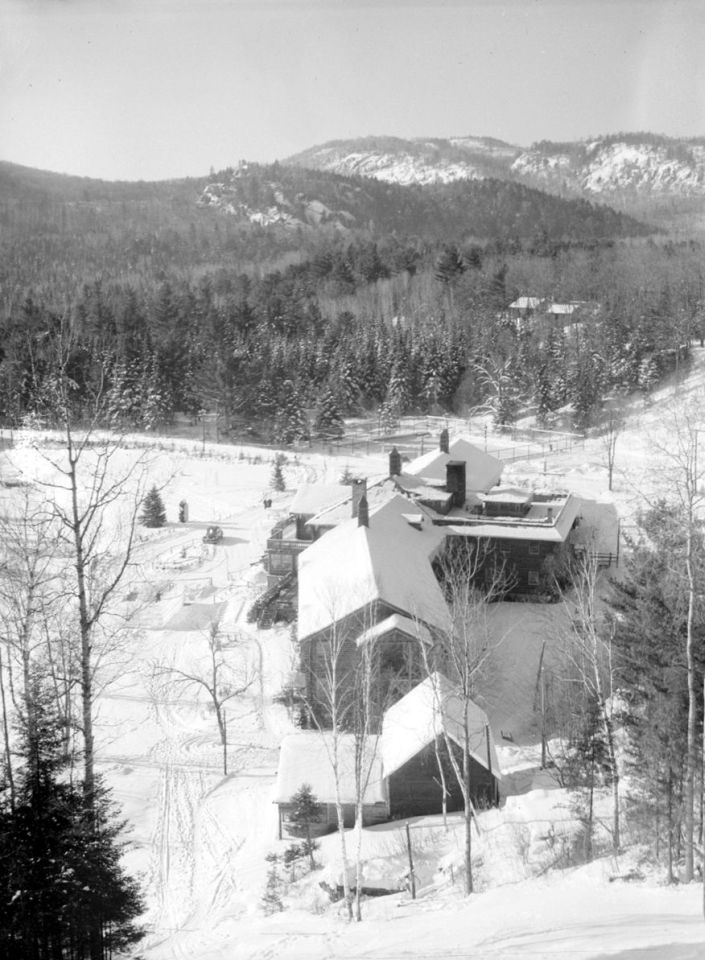
Vue del'hôtel Alpine Inn, janvier 1941

## Géographie
Elle est située au bord du lac Masson, et traversée par la route 370.
La rivière Doncaster traverse la municipalité du nord au sud.
À partir du lac Racette, dans l'est de la municipalité, la rivière Burton coule vers l'est.

## Démographie
| 1991  | 1996  | 2001  | 2006  | 2011  | 2016  | 2021  |
| ----- | ----- | ----- | ----- | ----- | ----- | ----- |
| 1 571 | 2 251 | 2 093 | 2 498 | 2 740 | 2 763 | 3 367 |

## Administration
Les élections municipales se font en bloc pour le maire et les six conseillers.
| Sainte-Marguerite-du-Lac-Masson Maires depuis 2001                                                                   |                    |         |          |
| Élection | Maire              | Qualité | Résultat |
| 2001 | Violette Gauthier  |         | Voir     |
| 2005 | André Charbonneau  |         | Voir     |
| 2009 | Linda Fortier      |         | Voir     |
| 2013 | Gilles Boucher     |         | Voir     |
| 2017 | Gisèle Dicaire     |         | Voir     |
| 2021 | Gilles Boucher (2) |         | Voir     |
| Élection partielle en italique Depuis 2005, les élections sont simultanées dans toutes les municipalités québécoises |                    |         |          |

## Patrimoine
Le centre commercial du Domaine-de-l'Estérel, l'un des derniers vestiges du domaine de l'Estérel et l'un des premiers centres commerciaux du Québec, a été classé en partie immeuble patrimonial par le ministère de la Culture et des Communications. L'annexe rectangulaire a quant à elle été classée par la ville de Sainte-Marguerite-du-Lac-Masson. Le bâtiment, aussi connu sous le nom de "centre culturel" a été vendu, sous l'administration Fortier (2009-2012) au promoteur HBO constructions Inc. Le promoteur du centre commercial du Domaine-de-l'Estérel souhaite ajouter un hôtel et des condos à la structure déjà existante. Toutefois, aucune construction n'a débuté à ce jour (novembre 2014).
En 2014, le bâtiment est classé pour " garantir sa protection, sa connaissance et sa mise en valeur ainsi que sa transmission aux générations futures", dit le communiqué de l’époque. Moins de dix ans plus tard, il est démoli. L’entreprise immobilière Olymbec prétend que c'est une erreur de l'entrepreneur. Le maire de Sainte-Marguerite-du-Lac-Masson, Gilles Boucher, se désole de cette perte patrimoniale.
La disparition de ce patrimoine 'international' parce qu’il est à la fois québécois et belge, comme le dit une députée québécoise, a provoqué un débat houleux à l’Assemblée nationale du Québec. Nathalie Roy, ministre de la Culture et des Communications, est interpellée et promet de lourdes sanctions pénales pouvant dépasser un million de dollars canadiens (Vidéo sur la télévision belge RTBF .

## Éducation
La Commission scolaire Sir Wilfrid Laurier administre les écoles anglophones:
- École primaire Sainte-Adèle à Sainte-Adèle[10]
- École secondaire Laurentian Regional (en) à Lachute[11]

Le Centre de Service scolaire des Laurentides administre l'école primaire Monseigneur-Charlebois/Monseigneur-Lionel-Scheffer, deux pavillons situés dans le village de Sainte-Marguerite. L'école secondaire Augustin-Norbert-Morin est située à Sainte-Adèle (site internet du Centre de service scolaire des Laurentides, consulté le 20 août 2020)

## Personnalités associées
- Charles Charlebois (1871-1945), prêtre catholique, fondateur du journal Le Droit, est né à Sainte-Marguerite.
- Louis Empain fait construire le Domaine de l'Esterel par l'architecte belge Antoine Courtens, qui comprendra le Centre commercial du Domaine-de-L'Estérel (détruit en 2022), l'hôtel de la Pointe-Bleue (détruit en 2012), le Sporting Club (devenu l'hôtel Estérel Resort, dernier bâtiment du Domaine original encore debout dans sa totalité) ou encore son chalet personnel, situé à côté du Centre commercial (brûlé en 2012).
- Fridolin Simard qui, à la suite des déboires du Baron Empain au Québec, va reprendre le Sporting Club et le transformer en hôtel de luxe, aujourd'hui l'Estérel Resort, ainsi qu'un plan ambitieux d'urbanisme composé avec Jean-Claude La Haye et Roger D'Astous, qui a laissé au village quelques maisons modernes du célèbre architecte (dont la résidence personnelle de Fridolin Simard au 5 place d'Anjou).
- L'écrivain belge Georges Simenon habite Sainte-Marguerite dans le domaine de l'Estérel en 1945 et 1946 et y écrit, notamment, Trois chambres à Manhattan[12] et Maigret à New York.
- L'écrivain Alexandre Jardin séjourne chaque été au lac Masson et dans les environs de Sainte-Marguerite-du-Lac-Masson[13].
- Sœur Anne-Félicité (1890-1964), religieuse et thaumaturge réside entre 1949 et 1951 au couvent de la congrégation des sœurs de la Providence à Sainte-Marguerite-du-Lac-Masson[14].
- Jean-Paul Riopelle y bâtit son atelier-résidence en forme de grange et y habita du milieu des années 1970 jusqu'à sa mort en 2022, en alternance avec sa maison patrimoniale de l'Île aux Grues. Il s'investit beaucoup dans son village d'adoption, allant jusqu'à posséder un restaurant réputé appelé le Bistro à Champlain avec son ami proche Champlain Charest  dans le but de sauver l'ancien magasin général du village. Le restaurant était connu pour avoir une des caves les plus complètes au monde, comptant plus de 20 000 bouteilles des domaines les plus réputés.